# Liste des sommets ultra-proéminents d'Antarctique
Cet article recense les sommets ultra-proéminents de l'Antarctique, c'est-à-dire les sommets dont la proéminence topographique dépasse 1 500 m.

## Liste

### Continent
24 sommets de proéminence supérieure à 1 500 m sont situés sur le continent Antarctique à proprement parler.
| #  | Sommet           | Localisation                  | Altitude (m) | Proéminence (m) | Col (m) | Coordonnées                  |
| -- | ---------------- | ----------------------------- | ------------ | --------------- | ------- | ---------------------------- |
| 1  | Massif Vinson    | Massif Sentinel               | 4 892        | 4 892           | 0       | 78° 31′ S, 85° 37′ O         |
| 2  | Mont Minto       | Chaîne de l'Amirauté          | 4 165        | 2 616           | 1 549   | 71° 47′ S, 168° 45′ E        |
| 3  | Mont Kirkpatrick | Chaînon de la Reine-Alexandra | 4 528        | 2 601           | 1 927   | 84° 20′ S, 166° 25′ E        |
| 4  | Mont Sidley      | Chaîne du Comité Exécutif     | 4 285        | 2 517           | 1 768   | 77° 02′ S, 126° 06′ O        |
| 5  | Mont Miller      | Chaînon de la Reine-Elizabeth | 4 160        | 2 354           | 1 806   | 83° 20′ S, 165° 48′ E        |
| 6  | Mont Lister      | Chaînon de la Royal Society   | 4 025        | 2 325           | 1 700   | 78° 04′ S, 162° 41′ E        |
| 7  | Mont Hope        | Antarctandes                  | 3 239        | 2 242           | 997     | 69° 47′ 40″ S, 64° 29′ 45″ O |
| 8  | Mont Takahé      | Terre Marie Byrd              | 3 460        | 2 144           | 1 316   | 76° 17′ S, 112° 05′ O        |
| 9  | Mont Markham     | Chaînon de la Reine-Elizabeth | 4 350        | 2 103           | 2 247   | 82° 51′ S, 161° 21′ E        |
| 10 | Mont Murphy      | Terre Marie Byrd              | 2 705        | 2 055           | 650     | 75° 20′ S, 110° 44′ O        |
| 11 | Pic Richmond     |                               | 3 595        | 1 946           | 1 649   | 75° 48′ S, 115° 49′ O        |
| 12 | Mont Murchison   | Chaîne Southern Cross         | 3 501        | 1 927           | 1 574   | 73° 25′ S, 166° 18′ E        |
| 13 | Mont Supernal    | Chaîne Southern Cross         | 3 655        | 1 804           | 1 851   | 73° 04′ S, 165° 42′ E        |
| 14 | Mont Kaplan      | Chaînon Hughes                | 4 230        | 1 783           | 2 447   | 84° 33′ S, 175° 19′ E        |
| 15 | Mont Frakes      | Monts Crary                   | 3 675        | 1 780           | 1 895   | 76° 48′ S, 117° 42′ O        |
| 16 | Mont Melbourne   | Chaîne Southern Cross         | 2 730        | 1 699           | 1 031   | 74° 21′ S, 164° 42′ E        |
| 17 | Mont Elizabeth   | Chaînon de la Reine-Alexandra | 4 480        | 1 657           | 2 823   | 83° 54′ S, 168° 23′ E        |
| 18 | Dôme A           | Plateau antarctique           | 4 091        | 1 639           | 2 452   | 80° 22′ S, 77° 21′ E         |
| 19 | Mont Discovery   | Péninsule Brown               | 2 681        | 1 637           | 1 044   | 78° 22′ S, 165° 01′ E        |
| 20 | Mont McClintock  | Chaînon Britannia             | 3 490        | 1 621           | 1 869   | 80° 13′ S, 157° 26′ E        |
| 21 | Mont Brewster    | Chaîne Victory                | 2 025        | 1 598           | 427     | 72° 57′ S, 169° 23′ E        |
| 22 | Mont Morning     | Péninsule Brown               | 2 725        | 1 515           | 1 210   | 78° 31′ S, 163° 35′ E        |
| 23 | Inconnu          |                               | 3 938        | 1 500           | 2 438   | 86° 18′ S, 158° 00′ E        |

### Îles antarctiques
15 sommets de proéminence supérieure à 1 500 m sont situés sur des îles au sud du 60e parallèle sud.
| #  | Sommet                | Localisation      | Altitude (m) | Proéminence (m) | Col (m) | Coordonnées           |
| -- | --------------------- | ----------------- | ------------ | --------------- | ------- | --------------------- |
| 1  | Mont Erebus           | Île de Ross       | 3 794        | 3 794           | 0       | 77° 32′ S, 167° 10′ E |
| 2  | Mont Siple            | Île Siple         | 3 110        | 3 110           | 0       | 73° 15′ S, 126° 06′ O |
| 3  | Mont Stephenson       | Île Alexandre-Ier | 2 987        | 2 987           | 0       | 69° 49′ S, 69° 43′ O  |
| 4  | Mont Français         | Île Anvers        | 2 760        | 2 760           | 0       | 64° 38′ S, 63° 27′ O  |
| 5  | Mont Parry            | Île Brabant       | 2 520        | 2 520           | 0       | 64° 16′ S, 62° 25′ O  |
| 6  | Mont Gaudry           | Île Adélaïde      | 2 315        | 2 315           | 0       | 67° 32′ S, 68° 37′ O  |
| 7  | Mont Irving           | Île Clarence      | 2 300        | 2 300           | 0       | 61° 17′ S, 54° 08′ O  |
| 8  | Mont Foster           | Île Smith         | 2 105        | 2 105           | 0       | 63° 00′ S, 62° 33′ O  |
| 9  | Mont Paris            | Île Alexandre-Ier | 2 896        | 2 058           | 838     | 68° 59′ S, 70° 50′ O  |
| 10 | Hawkes Heights        | Île Coulman       | 2 000        | 2 000           | 0       | 73° 32′ S, 169° 42′ E |
| 11 | Inconnu               | Île Alexandre-Ier | 2 486        | 1 939           | 547     | 70° 35′ S, 70° 10′ O  |
| 12 | Mont Friesland        | Île Livingston    | 1 700        | 1 700           | 0       | 62° 40′ S, 60° 11′ O  |
| 13 | Mont Terror           | Île de Ross       | 3 230        | 1 696           | 1 534   | 77° 31′ S, 168° 32′ E |
| 14 | Pic Lars Christiansen | Île Pierre Ier    | 1 640        | 1 640           | 0       |                       |
| 15 | Mont Verne            | Île Pourquoi-pas  | 1 632        | 1 632           | 0       | 67° 40′ S, 67° 30′ O  |
| 16 | Mont Haddington       | Île James-Ross    | 1 630        | 1 630           | 0       | 64° 13′ S, 57° 38′ O  |

### Îles sub-antarctiques
Plusieurs îles sub-antarctiques possèdent un point culminant (et donc une proéminence) supérieure à 1 500 m. Elles sont incluses ici à fins de comparaison.
| # | Sommet            | Localisation     | Altitude (m) | Proéminence (m) | Col (m) | Coordonnées          |
| - | ----------------- | ---------------- | ------------ | --------------- | ------- | -------------------- |
| 1 | Mont Paget        | Géorgie du Sud   | 2 935        | 2 935           | 0       | 54° 26′ S, 36° 34′ O |
| 2 | Pic Mawson        | Île Heard        | 2 745        | 2 745           | 0       | 53° 06′ S, 73° 31′ E |
| 3 | Queen Mary's Peak | Tristan da Cunha | 2 062        | 2 062           | 0       | 37° 05′ S, 12° 17′ O |
| 4 | Mont Ross         | Grande Terre     | 1 850        | 1 850           | 0       | 49° 36′ S, 69° 30′ E |
| 5 | Mont Carse        | Géorgie du Sud   | 2 330        | 1 720           | 610     | 54° 43′ S, 36° 05′ O |